# فرانك كوغلر
فرانك كوغلر (بالألمانية: Frank Kugler؛ بالإنجليزية: Frank Kugler) هو مصارع رياضي أمريكي وألماني، ولد في 29 مارس 1879 في القيصرية الألمانية، وتوفي في 7 يوليو 1952 في سانت لويس في الولايات المتحدة.

## وصلات خارجية
- فرانك كوغلر على موقع أوليمبيديا (الإنجليزية)